# Cranmore Castle

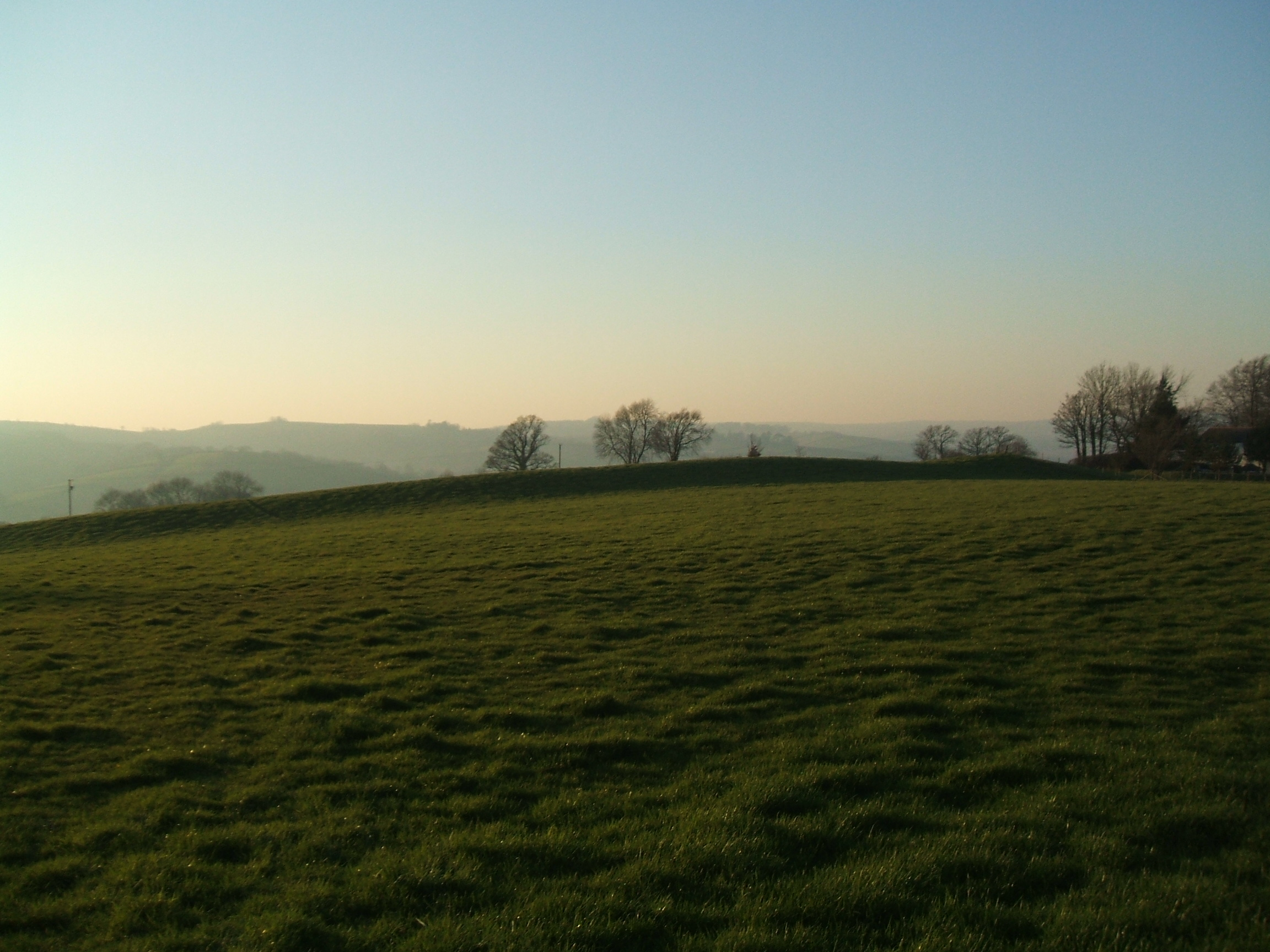
Die Erdwerke von Cranmore Castle

Als Cranmore Castle werden Erdwerke aus der Eisenzeit auf einem Abhang oberhalb von Tiverton in der englischen Grafschaft Devon bezeichnet. Sie gelten als Scheduled Monument.
Die Erdwerke werden allgemein in Führern und Geschichten als eisenzeitliche Wallburg beschrieben, wenn auch jüngere archäologische Arbeiten wie die von Mike Sampson darstellen, dass der Ort als Festung uneffektiv gewesen sein muss, weil er im Süden von den höheren Exeter Hill und Newtes Hill überragt wird. Für eine Festung wäre es auch unüblich, dass die Einfriedung eine Hanglage von 120–170 Meter ü.N.N. umschließt. Allerdings bietet der Ort gute Sicht auf Cadbury Castle, auf Castle Close unterhalb von Stoodleigh das Exe-Tal hinauf, auf Huntsham Castle, auf das Fort von Hembury und auf weitere wichtige Hügel und Erdwerke, was den Schluss nahelegt, dass diese alle zeitgenössisch sind. Von Cranmore Castle aus kann man auch die Mündung des River Lowman in den River Exe und die Furten über die beiden Flüsse überblicken, was von einem höheren Standort nicht möglich wäre.
Die Hanglage, über der Cranmore Castle steht, wird in etlichen Geschichten aus der Gegend Skrink Hills (oder Shrink Hills) genannt. Von dort aus belagerte im englischen Bürgerkrieg Thomas Fairfax’ Artillerie Tiverton Castle. Die Landspitze, die Cranmore Castle mit der Kante des Newtes Hill verbindet, wird von der alten Exeter Road gequert, die auf ihrem Weg von Tiverton nach Exeter über die Erdwerke führt. Hügel und Straße wurden in der letzten Zeit Exeter Hill genannt, und die Straße folgt fast sicher der Route eines prähistorischen Weges.
Derzeitige Theorien über die Art der Erdwerke bestehen darin, dass man sie für eine Winterweide für Vieh oder einen Marktplatz halt, auch wenn die Erdwerke doch sehr hoch für eine solche Nutzung wären und auch auf ein Stammes-Oppidum hinweisen könnten. Sicherlich wäre das eingefriedete Gelände hierfür groß genug. Die Ordnance-Survey-Karte für das südliche Britannien in der Eisenzeit zeigt Cranmore Castle als die größte Einfriedung in Devon (zusammen mit Hillsborough) mit einer Fläche von 6,1 Hektar.
Während der Gebetbuchrebellion 1549 fand in Cranmore Castle eine grausame Schlacht statt, in der sich beide Seiten darum stritten, ob ein Kind nach der „neuen“ oder der „alten“ Religion getauft werden sollte. Die Schlacht fand bei einer kleinen Kapelle statt, die in einer Ecke des Geländes, in der Nähe der Straße, stand. Die Kapelle wurde im 17. Jahrhundert abgerissen, und 1687 fand man Gebeine und Musketenmunition, die man für Überreste der Schlacht hält.
Die Etymologie des Namens „Cranmore Castle“ ist nicht klar. Cranmore ist kein örtlicher Name und ähnelt auch keinem örtlichen Ortsnamen. Er wird auch in frühen Quellen nicht erwähnt. Es ist möglich, dass er sich aus der oben beschriebenen Schlacht ableitet. Der Erzbischof von Canterbury zur Zeit der Gebetsbuchrebellion war Thomas Cranmer, und so ist es möglich, dass der heutige Name eine Verballhornung von „Cranmer Castle“ ist, womit an die dort geschlagenen Schlacht erinnert werden sollte.